# Lutz Jaeger
Lutz Jaeger (* 18. Juli 1944 in Liegau-Augustusbad) ist ein deutscher Klimatologe.

## Leben
Jaeger wurde 1944 im sächsischen Liegau-Augustusbad geboren. Das Abitur legte er 1964 in Esslingen am Neckar in Baden-Württemberg ab. Anschließend studierte er Geografie, Physik und Chemie an Hochschulen in Tübingen, Bonn und Zürich. Nachdem er 1969 sein Staatsexamen in Tübingen absolviert hatte, arbeitete er für ein Jahr in Esslingen am Neckar als Gymnasiallehrer.
Von 1970 bis 1972 war er als wissenschaftliche Hilfskraft am Geographischen Institut der Rheinischen Friedrich-Wilhelms-Universität Bonn beschäftigt, bis er 1972 an das Meteorologischen Institut der Universität Freiburg wechselte. Hier bekam er den Titel Akademischer Rat, später den des Akademischen Oberrats verliehen. 1975 promovierte er mit dem Thema Globalbilanzen von Niederschlägen, 1994 folgte die Habilitation mit dem Thema Klimatologie des Wärmehaushaltes eines Kiefernwaldes in der südlichen Oberrheinebene. Im Jahr 2001 wurde Jaeger zum außerplanmäßigen Professor ernannt.
Jaeger trat bei den Kommunalwahlen 2014 für die SPD Freiburg als Kandidat für den Gemeinderat an.

## Schriften
- Globalbilanzen von Niederschlägen. (Dissertation), Geowissenschaftliche Fakultät der Universität Freiburg, 1975.
- Monatskarten des Niederschlags für die ganze Erde. Deutscher Wetterdienst, Offenbach am Main 1976, ISBN 3-88148-147-8.

Außerdem publizierte Jaeger in verschiedenen nationalen und internationalen wissenschaftlichen Berichten, Sammelwerken und zahlreichen Fachzeitschriften.